# Isotoma bendixenae
Isotoma bendixenae är en urinsektsart som beskrevs av Christiansen och Bellinger 1992. Isotoma bendixenae ingår i släktet Isotoma och familjen Isotomidae. Inga underarter finns listade i Catalogue of Life.